# 하즈미촌
하즈미촌(波積村)은 시마네현 니마군에 있던 촌이다. 현재의 오다시, 고쓰시의 일부에 해당한다.

## 참고문헌
- 角川日本地名大辞典 32 島根県
- 『市町村名変遷辞典』東京堂出版、1990年。